# 멀미
멀미(motion sickness)는 몸이 교통의 흔들림을 받아 속이 메스껍고 머리가 어지러운 상태인 현기증을 비유하는 말이다. 전정 기관과 관련이 있으며, 멀미의 종류에는 배멀미, 차멀미, 항공병 등 다양하다.

## 원인
멀미는 불규칙한 움직임에 대한 신체반응으로, 우리 몸이 불규칙하게 움직일 때 그 움직임이 내이(內耳)의 반고리관내 림프액에 전달되어 그 비정상적인 진동이 뇌의 구토 중추에 전해져 일어난다. 또한, 자동차 등의 탈것에서의 피동적인 움직임은 내이, 눈, 관절과 인대를 통해 신호로 뇌에 전달되는데, 서로 다른 신호들이 어울리지 않고 상반될 때 멀미가 나타날 수 있다. 예를 들면, 배를 타고 파도를 바라보고 있으면 눈은 파도의 움직임을, 내이는 배의 움직임을 신호로 뇌에 보내게 되는데, 이 신호가 상반 될 때 멀미가 일어난다.

## 해결책
청각 정보를 막을 도리는 없으나 시각 정보를 차단하면 멀미를 가라앉히는 데에 도움이 된다. 그러므로 보통 잠을 자거나, 먼산을 보거나 선글라스를 껴보는 것이 권장된다. 이 밖에도 멀미를 위한 별도의 약을 복용할 수 있다.

## 같이 보기
- 구토